# Resana
Resana est une commune italienne de la province de Trévise dans la région Vénétie en Italie.

## Administration
| Période                                  | Période  | Identité        | Étiquette     | Qualité |
| ---------------------------------------- | -------- | --------------- | ------------- | ------- |
| 2009                                     | En cours | Loris Mazzorato | ligue du Nord |         |
| Les données manquantes sont à compléter. |          |                 |               |         |

### Hameaux
Castelminio (dit aussi Busaporco), San Marco

### Communes limitrophes
Castelfranco Veneto, Loreggia, Piombino Dese, Vedelago